# 182

182(백팔십이)는 181보다 크고 183보다 작은 자연수다.

## 수학
- 합성수로, 그 약수는 1, 2, 7, 13, 14, 26, 91, 182이다. 진약수의 합은 154이므로, 182는 부족수다.
- 16번째 쐐기수다. 앞의 쐐기수는 174, 다음 쐐기수는 186이다.
- {\displaystyle 182=13\times 14}
  - 연속하는 두 자연수의 곱으로 나타낼 수 있으며, 이 성질을 지닌 앞의 수는 156, 다음 수는 210이다.
- {\displaystyle 3^{6}-1}, {\displaystyle 53^{3}-1}은 182로 나누어떨어진다.

## 과학
- NGC 182: 물고기자리 방향에 있는 나선은하.
- 182 엘사: 소행성.

## 교통

### 항공
- 세스나 182
- 에어 인디아 182편 폭파 사건 (1985년)

### 도로
- 일본 182번 국도: 오카야마현 니미시에서 히로시마현 후쿠야마시까지 이어지는 일본의 국도.
- 현도 제182호선

## 군사
- U-182(영어판, 독일어판): 제2차 세계 대전에 사용된 나치 독일의 군용 잠수함.

## 문화유산
- 대한민국의 국보 제182호: 구미 선산읍 금동여래입상
- 대한민국의 보물 제182호: 안동 임청각
- 대한민국의 사적 제182호: 경주 선덕여왕릉

## 방송
- 스카이라이프의 CBS TV 채널 번호.
- 지니 TV의 매일경제TV 채널 번호.
- B tv의 키즈톡톡 플러스 채널 번호.
- LG헬로비전의 한국경제TV 채널 번호.
- B tv 케이블의 JEI 잉글리쉬 TV 채널 번호.

## 기타
- 연도: 182년, 기원전 182년
- 대한민국의 경찰 실종아동신고상담 전화번호.